# Famille ファミーユ フランスパンと私
『Famille ファミーユ フランスパンと私』（ファミーユ フランスパンとわたし）は、2008年11月8日に公開された日本映画。主演は萩原流行。他には本山由美、小木茂光、坂口杏里、木村康雄、坂口良子、風間トオルが出演。

## 登場人物
- 風間亮　　　演 – 萩原流行
- 佐伯小夜　　演 – 本山由美
- 佐伯新太郎　演 – 小木茂光
- 佐伯由香里　演 – 坂口良子
- 高橋ゲン　　演 – 木村康雄
- 宮原美樹　　演 – 坂口杏里
- 宮原信吾　　演 – 風間トオル

## スタッフ
- エグゼクティブプロデューサー / 製作 - 神品信市
- プロデューサー – 河中金美　上野順司
- 監督/脚本 - 吉川忠雄
- 撮影 – ニホンマツアキヒロ
- 録音 – 田中譲二
- 製作ディレクター – 西村克也　 奥村伸也　山多裕生　鈴木愛
- 音楽ディレクター - TOSHIMITSU
- 製作 - MIRAI PICTURES JAPAN
- 配給 - MIRAI